# Джин-тоник
Джин-тоник е алкохолен коктейл, съдържащ джин и тоник, с добавка на лайм или лимон и лед. Съотношението на джина към тоника варира от 1:1 до 1:3.

## История
Коктейлът е създаден от британците в Индия. Тоникът съдържа хинин, който се използва за предотвратяване на малария. Тъй като тоникът, приготвян в 19 век е много горчив, джинът се използвал, за да го направи по-вкусен. Въпреки че използването на хинин в наше време е значително по-малко, джин-тоник си остава популярен летен коктейл.